# Edward Lorenz
Edward Norton Lorenz (23. května 1917 – 16. dubna 2008) byl americký matematik a meteorolog, působící v oblasti teorie chaosu a vynálezce pojmu podivný atraktor. Je spojen s termínem motýlí efekt.

## Život
Edward Norton Lorenz se narodil 23. května 1917 ve West Havenu ve státě Connecticut. Studoval matematiku jak na Dartmouth College v New Hampshiru, tak na Harvardově univerzitě v Cambridge, Massachusetts.
Během druhé světové války sloužil jako meteorolog pro letecké jednotky USA.
Po svém návratu z války se rozhodl studovat meteorologii na Massachusettském technologickém institutu, kde pak působil po mnoho let jako profesor.
Emeritní profesor na MIT od roku 1981.
Zemřel 16. dubna 2008 ve svých 90 letech, doma v Cambridge, na rakovinu.

## Práce
Lorenz sestavil matematický model vynucené konvekce v atmosféře.
Při studiu modelů počasí Lorenz objevil, že počasí se ne vždy chová podle předpovědi. Malá odchylka v počátečních hodnotách proměnných v jeho primitivním počítačovém modelu počasí měla za následek veliké rozdíly v chování počasí. Tato citlivá závislost na počátečních podmínkách se stala známou jako motýlí efekt.
Lorenz prozkoumal tento model z hlediska matematiky a publikoval své závěry v práci nazvané Deterministické neperiodické proudění, v které popsal relativně jednoduchý systém rovnic vedoucí k modelu nekonečné složitosti, Lorenzově atraktoru.

## Publikace
- 1955 Available potential energy and the maintenance of the general circulation. Tellus. Vol.7
- 1963 Deterministic nonperiodic flow. Journal of Atmospheric Sciences. Vol.20 : 130—141.
- 1967 The nature and theory of the general circulation of atmosphere. World Meteorological Organization. No.218
- 1969 Three approaches to atmospheric predictability. Bull. American Meteorological Society. Vol.50
- 1976 Nondeterministic theories of climate change. Quaternary Research. Vol.6
- 1990 Can chaos and intransitivity lead to interannual variability? Tellus. Vol.42A